# Nyomelem
A nyomelem olyan kémiai elem, amelynek koncentrációja (vagy más mennyiségi mértéke) nagyon alacsony („nyomnyi mennyiség”). Két csoportba sorolhatók: alapvető (esszenciális) és nem alapvető nyomelemek. Az esszenciális nyomelemek számos élettani és biokémiai folyamathoz szükségesek mind a növényekben, mind az állatokban. A nyomelemek nemcsak a biológiai folyamatokban játszanak szerepet, hanem katalizátorként is működhetnek oxidációs és redukciós folyamatokban.
A fogalom pontos meghatározása a tudományterülettől függ:
- Az analitikai kémiában nyomelem az, amelynek átlagos koncentrációja kisebb mint 100 rész per millió (ppm) atomszámban mérve, vagy kevesebb mint 100 mikrogramm grammonként.
- A biokémiában az esszenciális nyomelem egy olyan táplálékelem, amely nagyon kis mennyiségben szükséges a szervezet megfelelő növekedéséhez, fejlődéséhez és fiziológiájához.[3] Az étrendi elemek vagy esszenciális nyomelemek azok, amelyek szükségesek az organizmusok létfontosságú anyagcsere-tevékenységeinek elvégzéséhez.[4] Az állatoknál esszenciális nyomelemekre példa a vas (Fe) (hemoglobin), a réz (Cu) (légzési pigmentek), a kobalt (Co) (B12-vitamin), a mangán (Mn) és a cink (Zn) (enzimek).[4] Néhány példa az emberi testben a kobalt, a réz, a fluor, a jód, a vas, a mangán és a cink.[5] Bár nélkülözhetetlenek, nagy koncentrációban mérgezővé válnak. Az olyan elemeknek, mint az ezüst (Ag), arzén (As), kadmium (Cd), króm (Cr), higany (Hg), ólom (Pb) és  ón (Sn), nincs ismert biológiai funkciója, még alacsony koncentrációban is toxikus hatást fejtenek ki.[4]
- A geokémiában olyan nyomelem, amelynek koncentrációja 1000-nél kisebb ppm vagy a kőzet összetételének 0,1%-a. A kifejezést főleg a magmás kőzettanban használják. A nyomelemek folyékony vagy szilárd fázissal is kompatibilisek lesznek. Ha kompatibilis egy ásványi anyaggal, akkor szilárd fázisba kerül (pl. a nikkel kompatibilitása az olivinnel). Ha nem kompatibilis bármely meglévő fázissal, akkor folyékony magmafázisban marad. Ennek az aránynak a mérését megoszlási együtthatónak nevezik. Nyomelemekkel helyettesíthetők az ásványi szerkezetekben a hálózatképző ionok. Az ásványi anyagok meghatározott összetételéhez nem nélkülözhetetlen nyomelemek nem jelennek meg az adott ásvány kémiai képletében.

Az analitikai kémiában a nyomelem olyan kémiai elem, amelynek a mintában található átlagos koncentrációja kisebb mint 100 ppm, vagyis 100 mikrogramm/g.
A biokémiában és a táplálkozásban a nyomelem olyan kémiai elem, amely minimális mennyiségben szükséges az adott szervezet növekedéséhez, fejlődéséhez és megfelelő fiziológiájához, vagyis mikrotápanyag nyomokban.

## Ásványi sók
Az ásványi sók kifejezés olyan szervetlen vegyületeket jelent, amelyek mentesek a széntől, de mégsem szükségszerűen sók. A nyomelemek alapvető szerepet játszanak valamennyi élő szervezetben, így az állatok, növények, gombák és a legegyszerűbb organizmusok birodalmában az esszenciális ásványi anyagok részei, vagy helyesebben, minden szempontból nélkülözhetetlen elemek. Valójában egyes alapvető biomolekulák alkotóelemei, mint a segítő csoport központi elemei, a fehérjeszintézisért felelős enzimek részeként, és még sok másért a sejteken belül és kívül is.

## Nyomelemek az emberi testben
A nyomelemek azok a kémiai elemek, amelyek az emberi szervezetben csak nyomokban találhatók meg, s amelyeket általában a 20. század utolsó negyedének tanulmányai mutattak ki az analitikai technológiák fejlődésének köszönhetően. A vizsgálatok ezután mindaddig követték az azonos nyomelemekkel kölcsönhatásba lépő biológiai molekulák – általában metalloproteinek és vitaminok – szerepét. Gyakran nem ismert ezen elemek molekuláris elhelyezkedése vagy biokémiai funkciója, ha van ilyen.
Ezeknek az elemeknek a valódi szükségességét nem mindig állapítják meg, és sok szerző nagyrészt lényegtelennek tartja őket. Ezek napi mikrogramm vagy annál is kisebb nagyságrendűek. Bizonyos esetekben ezek rendkívül mérgező fémek még alacsony dózisokban is, és gyakran a szervezetben felhalmozódnak, ezért a maximális dózist nem szabad túllépni. A túladagolás és a környezeti szennyeződés kockázata sokkal gyakoribb, mint a hiányuk. Néha felosztják őket nyomelemekre és ultranyomelemekre. A nyomelemek között vannak olyanok, amelyek a normál mikrofelosztás szerint teljesen ez utóbbi csoportba kerülnek.
Minden csoportban megkülönböztető adat a szervezet tényleges mennyiségi igénye.

### Mikroelemek
Ezen nyomelemeket az emberi test naponta milligramm nagyságrendben veszi fel:
- vas
- cink
- réz
- kobalt – az ionos állapotban mérgező kobaltot csak szerves formában, a B12-vitamin (cianokobalaminum) ellátás révén vesszük fel.
- jód
- mangán
- molibdén
- szelén

### A nyomelemek szerepe az emberi szervezetben
- króm: csak háromvegyértékű formában szedhető, a hatvegyértékű formában erősen mérgező, úgymint a kromátokban és a dikromátokban. Fontosságáról vitatkoznak a táplálékkiegészítők terén tapasztalható erős piaci verseny résztvevői. Az emberi táplálkozásban az egyetlen tudományosan bizonyított biológiai szerepét a hosszú távon teljesen parenterális táplálásra szoruló kórházi betegek hiánytünetei bizonyítják. A természetes bevitel hiányát az étrend bármilyen formájánál figyelembe véve az átlagos beviteli korlát szinte el is hagyható. Feltételezik, hogy a háromértékű króm kis molekulatömegű metalloproteint képezhet, amely részt vesz a lipid- és szénhidrát-anyagcsere még ismert néhány változatában.
- vanádium: nincs tudományosan bizonyított biológiai szerepe az emberi táplálkozásban, ellentétben azzal, ami más emlősök, köztük patkányok esetében ismert, ahol elengedhetetlen a megfelelő növekedéshez, bár az étrendben mennyisége az egymilliárdod rész szintjén van. A táplálkozásban játszott lehetséges szerepe ellentmondásos. Vegyületei mind nagyon mérgezőek. Elviselhető légköri kitettsége pl. még munkahelyi szinten is ng/m³ nagyságrendű.
- szilícium: bár az emberben pontos biokémiai szerepe nem ismert, a kötőszövetek, elsősorban a csontok és a porcok anyagcseréjében lehet fontos. A különböző tudósok által ajánlott beviteli szintek nem egyeznek meg, és a hiánytünetek szinte ismeretlenek, hiszen mindenütt hasznos koncentrációban van jelen a növényi élelmiszerekben, az ivóvízben és számos állati szövetben.
- fluor: természetben megtalálható a fluorit, a kriolit és az apatit ásványi anyagaiban, valamint a vízben, a növényi organizmusokban, a csontvázban és az állati fogakban. A fogszuvasodás megelőzésében észlelt előnyeit hangsúlyozzák, mivel olyan fogzománcot alakít ki, amely ellenállóbb a demineralizáló savtámadásokkal szemben. Ezeket az előnyöket azonban helyi alkalmazással érik el, fogkrémekkel, amelyeket azonban nem szabad lenyelni, mivel közvetlen felszívódásuk nagyon káros és fluorózist okozhat.

### Ultranyomelemek
Az emberi test mikrogramm/nap nagyságrendben veszi fel őket:
- lítium: nem ismert, hogy van-e élettani szerepe, és a tanulmányok jelenleg ellentmondásosak.
- nikkel: egyes klinikai vizsgálatok feltételezik valamilyen szerepét, de a hiányának kockázata szinte kizárt. Elengedhetetlen egyes mikroorganizmusokban, amelyek részben a gerincesek bélflóráját alkotják. A túladagolás és az allergiás reakciók tünetei ismertek és gyakoriak, mivel ez a fém mindenütt előfordul a mindennapi ötvözetekben és az ékszerekben.
- arzén: erősen mérgező és kimutatták rákkeltő hatását, nincs ismert, tudományosan bizonyított biológiai szerepe az emberi táplálkozásban.

## Fordítás
- Ez a szócikk részben vagy egészben  a   Trace element című angol Wikipédia-szócikk ezen változatának fordításán alapul.  Az eredeti cikk szerkesztőit annak laptörténete sorolja fel. Ez a jelzés csupán a megfogalmazás eredetét és a szerzői jogokat jelzi, nem szolgál a cikkben szereplő információk forrásmegjelöléseként.
- Ez a szócikk részben vagy egészben  az   Oligoelementi című olasz Wikipédia-szócikk ezen változatának fordításán alapul.  Az eredeti cikk szerkesztőit annak laptörténete sorolja fel. Ez a jelzés csupán a megfogalmazás eredetét és a szerzői jogokat jelzi, nem szolgál a cikkben szereplő információk forrásmegjelöléseként.